# The Briggait

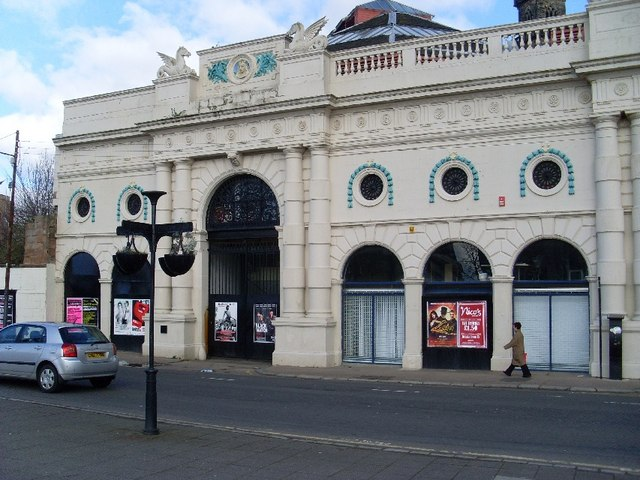
The Briggait

The Briggait ist ein ehemaliger Fischmarkt in der schottischen Stadt Glasgow. 1970 wurde das Bauwerk als Einzeldenkmal in die schottischen Denkmallisten in der höchsten Denkmalkategorie A aufgenommen. In die Anlage ist der Merchant Steeple integriert, der separat als Kategorie-A-Denkmal klassifiziert ist.

## Geschichte
Am Standort befand sich das Gildenhaus der städtischen Kaufmannsgilde. Von diesem ist noch der Merchant Steeple erhalten. Der älteste Teil des Fischmarkts entstand im Jahre 1873 nach einem Plan von Clarke & Bell. Das Gildenhaus wurde mit Ausnahme zweier Türme, von denen heute nur noch einer erhalten ist, zuvor abgebrochen. Die östliche Halle wurde durch den städtischen Architekten John Carrick 1889 hinzugefügt. In den frühen 1980er Jahren wurden die Bauwerke modernisiert und zu einem Einkaufszentrum umgestaltet. Verschiedene Gebäude, die nicht modernisiert wurden, sind seit 2014 im Register für gefährdete denkmalgeschützte Bauwerke in Schottland verzeichnet. 2013 wurde ihr zustand als verhältnismäßig gut, jedoch bei hoher Gefährdung eingestuft.

## Beschreibung
The Briggait nimmt ein unsymmetrisches Gelände am rechten Clyde-Ufer südöstlich des Stadtzentrums ein. Gegenüber quert die Victoria Bridge den Clyde. Die südexponierte Hauptfassade entlang der Clyde Street ist acht Achsen weit. Im Erdgeschoss finden sich Rundbogenfenster und zwei rundbögige Tore. Gepaarte, kolossale Halbsäulen flankieren die Tore. Sie tragen ein ornamentiertes Gebälk mit dorischem Fries. Die abschließenden Gesimse sind mit Reliefen der Königin Victoria und Skulpturen geflügelter Pferde gestaltet. Zwischen beiden Gesimsen verläuft eine Steinbalustrade. Die gusseisernen Tore sind elaboriert gearbeitet mit ornamentierten Tympana aus Gusseisen.

## Merchant Steeple

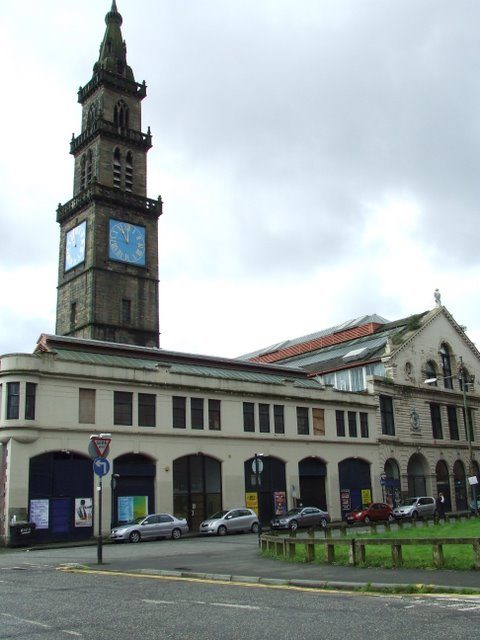
Der Merchant Steeple hinter der Nordfassade

Der Merchant Steeple ist in das komplexe Bauwerk integriert. Er wurde im Jahre 1665 fertiggestellt. Der schlanke Turm weist einen quadratischen Grundriss auf. Die unteren drei Turmabschnitte sind von außen nicht sichtbar. Darüber sind allseitig Turmuhren eingelassen. Darüber verjüngt sich der Turm stufenweise. Jede Stufe ist mit Balkonen mit Steinbalustraden gearbeitet. Dort finden sich Spitzbogenfenster und Maßwerke. Der abschließende spitze Helm ist mit Lukarnen und Wetterfahne gestaltet.